# 全日空サッカークラブ
全日空サッカークラブ（ぜんにっくうサッカークラブ）は、かつて存在した日本のサッカークラブ。全日本空輸の子会社である全日空スポーツが運営していた。呼称は全日空。かつて日本プロサッカーリーグ（Jリーグ）に加盟していた横浜フリューゲルスの前身となったクラブである。

## 概要
1964年に横浜市中区スポーツ少年団として創設、当初は小学生から社会人の各年代のチームを擁する市民クラブであった。
1975年に横浜サッカークラブに改称。1979年から全日空が資金援助を行い名称は当時の全日空の主力機であったロッキード L-1011 トライスターに肖った横浜トライスターサッカークラブへ変更された。1984年に日本サッカーリーグ（JSL）1部昇格を決めた事を契機に、全日空は完全出資の子会社「全日空スポーツ株式会社」を設立し、全日空横浜サッカークラブに改称、本格的な経営に乗り出した。
しかし1985年シーズンのJSL1部では最下位と低迷を続け、来期に向けた選手との契約問題のもつれからボイコット事件（後述）が発生し、選手や関係者が処分される事態に発展した。
その後、名古屋相互銀行や永大産業で選手、指導者経験のある塩澤敏彦を監督に迎えると、1988年に1部復帰を果たし全日空サッカークラブに改称。前田治やフェルナンド・ダニエル・モネールらを擁して1988-89シーズンのJSL1部では2位、翌1989-90シーズンでは3位。天皇杯では1988年と1989年に2年連続でベスト4進出を果たした。
1991年に塩澤に代わって日産自動車の監督として実績のある加茂周が監督に就任。加茂は当時世界最先端の戦術であったゾーンプレス を導入するため、スロベニアからズデンコ・ベルデニックをコーチとして招聘し、戦術の浸透に務めた。
1993年の日本プロサッカーリーグ（Jリーグ）発足に伴い、全日空スポーツの運営に佐藤工業が参画することとなり、横浜フリューゲルス（日本サッカー協会への登録名は「全日空佐藤工業サッカークラブ」）へ移行した。
中区スポーツ少年団時代から使用していた戸塚グラウンドは、2006年シーズンまで横浜F・マリノスが、2007年から横浜FCがそれぞれ練習グラウンドとして使用している。

## 略歴
- 1964年 横浜市中区スポーツ少年団として設立
- 1983年 JSL2部昇格
- 1984年 JSL1部昇格
- 1985年 JSL2部降格
- 1988年 JSL1部昇格

## タイトル

### リーグ戦
- JSL2部：1回
  - 1987年/88年
- 関東サッカーリーグ1部：1回
  - 1983年

### カップ戦
- 全国地域リーグ決勝大会：1回
  - 1983年

## 成績
| 年度    | カテゴリ       | 順位 | 勝点 | 勝 | 分 | 敗 | 得点 | 失点 | 監督     |
| ------- | -------------- | ---- | ---- | -- | -- | -- | ---- | ---- | -------- |
| 1971    | 神奈川県3部    | 優勝 |      |    |    |    |      |      | 西海輝   |
| 1972    | 神奈川県2部    | 優勝 |      |    |    |    |      |      | 森豊     |
| 1973    | 神奈川県1部    |      |      |    |    |    |      |      | 森豊     |
| 1974    | 神奈川県1部    |      |      |    |    |    |      |      | 森豊     |
| 1975    | 神奈川県1部    |      |      |    |    |    |      |      | 田中豊   |
| 1976    | 神奈川県1部    |      |      |    |    |    |      |      | 森本孝光 |
| 1977    | 神奈川県1部    |      |      |    |    |    |      |      | 久田英夫 |
| 1978    | 神奈川県1部    |      |      |    |    |    |      |      | 久田英夫 |
| 1979    | 神奈川県1部    |      |      |    |    |    |      |      | 久田英夫 |
| 1980    | 神奈川県1部    |      |      |    |    |    |      |      | 久田英夫 |
| 1981    | 神奈川県1部    | 優勝 |      |    |    |    |      |      | 久田英夫 |
| 1982    | 関東           | 3位  | 23   | 11 | 1  | 6  | 32   | 21   | 久田英夫 |
| 1983    | 関東           | 優勝 | 31   | 14 | 3  | 1  | 55   | 11   | 久田英夫 |
| 1984    | JSL2部         | 2位  | 26   | 12 | 2  | 4  | 31   | 17   | 栗本直   |
| 1985    | JSL1部         | 12位 | 5    | 2  | 1  | 19 | 16   | 57   | 栗本直   |
| 1986    | JSL2部・東下位 | 11位 | 20   | 7  | 6  | 7  | 33   | 30   | 塩澤敏彦 |
| 1987    | JSL2部・東     | 2位  | 20   | 7  | 6  | 1  | 26   | 13   | 塩澤敏彦 |
| 1987    | JSL2部・上位   | 優勝 | 24   | 11 | 2  | 1  | 26   | 6    | 塩澤敏彦 |
| 1988-89 | JSL1部         | 2位  | 40   | 12 | 4  | 6  | 37   | 22   | 塩澤敏彦 |
| 1989-90 | JSL1部         | 3位  | 40   | 11 | 7  | 4  | 34   | 16   | 塩澤敏彦 |
| 1990-91 | JSL1部         | 7位  | 27   | 7  | 6  | 9  | 24   | 24   | 塩澤敏彦 |
| 1991-92 | JSL1部         | 8位  | 25   | 6  | 7  | 9  | 20   | 23   | 加茂周   |

## ボイコット事件
1986年3月22日、第21回日本サッカーリーグ第22節の対三菱重工戦（国立西が丘サッカー場）において、かねてから全日空によるクラブ運営に不満を抱いていた全日空クラブ所属の登録選手6名が試合をボイコットする事態が発生した。
全日空クラブは、この試合を残りの登録選手10名（うち先発メンバーは8名）で行い、1対6で三菱に敗れた。ルール上、1チーム7名以上の選手が出場していれば試合は成立するが、このリーグ史上初の不祥事に日本サッカー協会は、試合をボイコットした6選手に対して無期限登録停止、全日空クラブに対し翌シーズンのJSLカップを含む3か月間の公式戦出場停止の処分を下した。
この時ボイコットした選手のうちの1人と、この年を最後に全日空横浜サッカークラブを退団した選手のうちの1人が、同年9月に「横浜スポーツクラブ（現：横浜スポーツ&カルチャークラブ（Y.S.C.C.横浜））」を設立した。

## 歴代監督
- 西海輝（1970年 - 1971年）
- 森豊（1972年 - 1974年）
- 田中豊（1975年）
- 森本孝光（1976年）
- 久田英夫（1977年 - 1983年）
- 栗本直（1984年 - 1985年）
- 塩澤敏彦（1986年 - 1991年）
- 加茂周（1991年 - 1992年）

## 全日空に在籍した主な選手
Category:全日空横浜クラブの選手も参照
- 李国秀
- 上野展裕
- 水島武蔵
- 反町康治
- 山口素弘
- 田口禎則
- 前田治
- ピッコリ
- モネール